# Neptunomonas qingdaonensis
Espèce
Neptunomonas qingdaonensis est une des espèces du genre de bactéries Neptunomonas de la famille Oceanospirillaceae de l'ordre Oceanospirillales. Ce sont des bactéries marines à Gram négatif de la classe des Gammaproteobacteria dans le phylum Pseudomonadota qui ont été isolées dans la mer Jaune en Chine.

## Historique
La souche P10-2-4, isolée d'un prélèvement de sable recueilli dans la zone intertidale de la Baie de Lingshan en mer Jaune (Chine) a été identifiée comme une nouvelle espèce de Neptunomonas. Le nouveau nom est validé par l'ICSP en août 2013 dans une publication de l'IJSEM.

## Taxonomie
Le nom correct complet (avec auteur) de ce taxon est Neptunomonas qingdaonensis Liu et al. 2013.

### Étymologie
L'étymologie du nom de l'espèce Neptunomonas qingdaonensis est la suivante : qing.da.o.nen’sis N.L. masc./fem. adj. qingdaonensis, appartenant à la ville côtière de Qingdao en Chine de l'Est où la bactérie a été isolée,. 

### Phylogénie
Les analyses phylogénétiques, basées sur les séquences du gène ARNr 16S, ont montré une similarité de 98,1 % entre la séquence de la souche P10-2-4 et celle de l'espèce Neptunomonas japonica. La similarité avec les espèces Neptunomonas antarctica, Neptunomonas concharum et Neptunomonas naphthovorans sont plus faible à environ 96 % et inférieure à 94 % pour les autres genres de Gammaproteobacteria. Sur l'arbre phylogénique, la souche P10-2-4 se retrouve sur le même nœud que l'espèce N. japonica décrite en 2008.
Les hybridations ADN-ADN montrent que la souche P10-2-4 n'a que 35,6 % d'hybridation avec Neptunomonas japonica soit bien inférieur aux 70 % nécessaire pour faire partie de la même espèce.

### Souche type
La souche type de cette espèce Neptunomonas qingdaonensis est la souche P10-2-4 déposée dans diverses banques de cultures bactériennes sous les numéros CGMCC 1.10971 et KCTC 23686,.

## Description
Les bactéries de l'espèce Neptunomonas qingdaonensis sont des bacilles à Gram négatif aérobies et qui sont mobiles par l'intermédiaire d'un flagelle polaire unique. Leurs dimensions sont de 0,7 µm à 0,8 µm de diamètre pour 1 µm à  2 µm de long. Sur milieu TYS, les colonies sont circulaires, convexes, lisses et de couleur beige et d'un diamètre de 2 mm à 4 mm au bout de trois jours d'incubation à 20 °C. La croissance est optimale à 20 °C et est possible de 4 °C à 33 °C. Ces bactéries ont besoin de NaCl pour leur croissance (entre 0,5 % et 12 % avec un optimum à 3-4 %) et elle n'est pas possible en l'absence de NaCl. De même, elles peuvent croître à des pH entre 6,5 et 8,0 avec un optimum à 7,0.

### Tests biochimiques
Les tests biochimiques de l'espèce Neptunomonas qingdaonensis pour la catalase et la cytochrome oxydase sont positifs. Ces bactéries possèdent une arginine dihydrolase. Elles sont capables de réduire le nitrate en nitrite mais le nitrite n'est pas réduit. Les tests DNase et uréase sont négatifs, de même qu'elles n'hydrolysent pas la caséine, l'esculine, et l'amidon et ne produisent pas d'indole.

### Quinones et acides gras
Le profil des isoprénoides quinones de Neptunomonas qingdaonensis révèle que la quinone Q-8 est majoritaire. Le profil des acides gras cellulaire montre une majorité de C16:1ω7c et/ou iso-C15:0 2-OH), C18:1ω7c et C16:0}.

### GC%
Le contenu en bases nucléiques GC de l'espèce Neptunomonas qingdaonensis est de 45,1 %.

## Habitat
Les Neptunomonas qingdaonensis sont des bactéries marines et ont notamment été isolées en mer Jaune en Chine.